# Nikolai Müllerschön
Nikolai Müllerschön és un escriptor i director de cinema alemany.
Va néixer en 1958 a Stuttgart, Alemanya i es va traslladar a Múnic en 1968. Ha viscut en Los Angeles des de 1992. Va començar com a fotògraf en Stills, va treballar com a supervisor, ajudant de càmera, enginyer en so, director adjunt, director de fotografia en pel·lícules documentals, comercials i pel·lícules industrials, films per a televisió i llargmetratges de teatre a Europa, els EUA i Àsia. La seva primera pel·lícula com a director va ser en 1979. Va treballar com a guionista, productor i director creatiu en representacions de teatre, televisió, minisèries i sèries dramàtiques de televisió. A vegades se l'acredita com Niki Müllerschön.

## Filmografia
| Títol                   | Any  | Funció                         | Notes                                             | Fonts  |
| ----------------------- | ---- | ------------------------------ | ------------------------------------------------- | ------ |
| Inflation im Paradies   | 1980 | Director, escriptor            | 35mm, color, 90 minuts, segment "Schnelle Nacht". | [ 2 ]  |
| Schulmädchen '84        | 1983 | Director                       | 35mm, color, 79 minuts.                           | [ 3 ]  |
| Ein irres Feeling       | 1984 | Director                       | 35mm, color, 86 minuts.                           | [ 4 ]  |
| Orchideen des Wahnsinns | 1984 | Director                       | 35mm, color, 80 minuts.                           | [ 5 ]  |
| Operation Dead End      | 1985 | Director, escriptor            | 35mm, color, 92 minuts.                           | [ 6 ]  |
| Orpheus                 | 1987 | Director                       | Color, 84 minuts.                                 | [ 7 ]  |
| Im Sog des Bösen        | 1995 | Director                       | 95 minutos, color, 35mm                           | [ 8 ]  |
| Der rote Baron          | 2008 | Director, escritor, productor  | 126 minutos, color, 35mm.                         | [ 9 ]  |
| Subject 15              | 2010 | Director                       | 81 minuts, color, working title: Dumping Grounds  |        |
| Harms                   | 2012 | Director, escriptor, productor | 98 minutos, color.                                | [ 10 ] |
| Women                   | 2013 | Director, escriptor, productor |                                                   |        |
| Hit                     | 2014 | Director, escriptor, productor |                                                   |        |

## Televisió

### Director
- 2014: Last Exit Sauerland, telefilm
- 2013: Almuth und Rita, telefilm
- 2012: Hochzeiten Zwei (AT), ARD, telefilm
- 2012: Hochzeiten, ARD, telefilm
- 2011: Doppelgängerin, ARD, telefilm
- 2010: Aber jetzt erst recht, ARD, telefilm
- 2009: Kathi, ARD, telefilm.
- 2005: Five Stars, ZDF, pilot i 4 episodis, drama minisèrie
- 2005: Mutter aus heiterem Himmel, Sat.1, telefilm
- 2003-2004: Die Verbrechen des Professor Capellari, 3 episodis de dues hoers
- 1999: Paul and Clara, Sat.1, telefilm. Love/Drama.
- 1998: Der Erlkönig – Auf der Jagd nach dem Auto von morgen, ProSieben, telefilm. Action/Thriller.
- 1998: Freunde fürs Leben, ZDF, Mini-series, pilot and 2 episodis. Family Soap.
- 1997: Rape, TV Event-Movie, RTL. Drama/Thriller.
- 1997: Revenge, Sat.1, TV-event movie. Drama/Thriller.
- 1996: The Girl's the Witness, Sat.1, telefilm, 16mm, color, 104 minuts. Crime/Thriller.
- 1995: Hals über Kopf, ProSieben, telefilm, 16mm, color, 96 minutes. Chosen Best German TV - Program (crime/Thriller) by European TV Festival. Crime/Thriller/Comedy.
- 1994: Alles außer Mord, ProSieben, telefilm. 16 mm, color, 96 minuts. Crime/Thriller/Comedy.
- 1994: Der Gletscher Clan, ProSieben, mini-series. Nominat als GRIMME-PREIS 1995. 6 episodis (48 minutes). Drama.
- 1993: Der Gletscher Clan, ProSieben, mini-series. 1 Pilot (94 minute) and 7 episodis (48 minutes). Drama.
- 1992: Der Millionär, ARD, TV-Series. 16mm, color 28 minuts. 4 episodis. Drama/Thriller.
- 1991: Der Sturm, BR, TV-Mini-Series. 16mm, color. 6 episodis (30 minuts). Drama/Documentary.
- 1990/91: Inside Bunte, ProSieben, Creation/Design/Creative Producer. RTL Magazine Show.
- 1988/89: Die glückliche Familie, ZDF. 16mm, color. 10 episodis (50 minuts). Sèrie familiar.
- 1988: Bubbles, Feature. Several TV-screenings, shown at "Children’s Film Festival". Children/Comedy.

### Guionista
- 2012: Hochzeiten Zwei, telefilm
- 2012: Hochzeiten, ARD, telefilm
- 2011: Doppelgängerin, telefilm
- 2010: Aber jetzt erst recht, telefilm
- 2009: Kathi, ARD, telefilm.
- 2001-2002: Die Verbrechen des Professor Capellari, 4 episodis de dues hores.
- 1998: Chasing Tales, telefilm, Romantic Comedy
- 1998: Freunde fürs Leben, ZDF. TV-Series – Drama.
- 1996: The King, ZDF. telefilm - Thriller/Drama. Writer.
- 1996: Revenge, RTL. telefilm - Thriller/Drama. Creator / Writer.
- 1996: 60 Minuten Angst, Sat.1. telefilm- Thriller/Drama. Creator / Writer.
- 1995: The Girl's the Witness, Sat.1. telefilm Thriller/Drama. Co-Writer.
- 1995: Desperate Measures, Theatrical Feature, 96 minutes. Idea by.
- 1993: The Glacier Clan, ProSieben. TV Minisèrie - Drama/Comedy. 6 episodis. Creator / Writer/Creative Producer.
- 1992/93: The Glacier Clan, ProSieben. TV- Mini-series - Drama / Comedy. Pilot / 7 episodis. Co-creator/Co-writer/Director/Creative Producer.
- 1990/91: Inside Bunte, ProSieben. TV-Magazine. També productor